# فرانسیسکو گوتیرس آلوارس
فرانسیسکو گوتیرس آلوارس (اسپانیایی: Francisco Gutiérrez Álvarez‎؛ زادهٔ ۳ ژوئن ۱۹۸۰) دوچرخه‌سوار اهل اسپانیا است.